# 게베어 1888
게베어 1888(영어: Gewehr 1888) 또는 게베어 88(독일어: Gewehr 88)은 1888년 독일 제국에서 파울 마우저가 개발하고 마우저가 대량 생산한 볼트액션 소총이자 독일 제국의 제식소총이다. 1847년 무연 화약이 등장한 이후 그 당시 쓰이던 소총들은 모두 쓸모가 없게 되었다. 1871년 프랑스-프로이센 전쟁에서 프로이센이 승리한 이후, 1887년 프랑스가 무연 화약 탄알을 탑재한 소구경 소총 라벨 모델 1887 소총을 도입하자, 독일 제국도 이에 뒤처지지 않기 위해 독일 소총 위원회에서 개발한 파트로네 88 탄알을 사용한 게베어 1888을 도입하게 되었다. 게베어 1888은 독일과 프랑스의 무기 경쟁의 산물 중 하나였다.  게베어 1888은 독일의 소총 중 마우저가 생산 및 개발을 담당하지 않은 소총이었다. 1888년 생산이 시작된 이래 게베어 1888은 독일 제국을 비롯하여 세계 각지에서 수출되었고, 청나라, 오스트리아-헝가리, 오스만 제국 등 다양한 국가가 제식소총으로 채택했다. 게베어 1888은 1898년 게베어 98로 대체되었지만 해외에서는 20세기까지 꾸준하게 사용되었다. 특히 중국의 경우 청나라가 멸망한 이후에도 중화민국에서 사용되었으며, 국부천대 이후에는 중화인민공화국이 6.25 전쟁 때 사용하기도 했다. 게베어 1888에서 한양 88식 소총, 카라비너 88, 잔다머리카라비너 88 등 다양한 파생형이 생산되었다.

## 설계
1886년, 프로이센-프랑스 전쟁에서 독일군에 패배한 지 15년 만에 프랑스 육군은 새로운 라벨 모델 1886 소총을 도입했는데, 이는 새로운 무연 화약으로 추진되는 8mm 고속 탄환을 발사했다. 이로 인해 독일의 소총인 게베어 71은 흑색 화약으로 추진되는 크고 느린 11mm 탄환 때문에 쓸모없게 되었다. 실질적인 결과는 프랑스 소총이 더 높은 정확도와 사거리를 가졌고, 훨씬 적은 빈도로 청소해야 했으며, 이는 프랑스군에게 독일군에 대한 전술적 우위를 제공했다. 이에 대응하여 독일 육군 소총 시험 위원회는 1888년에 채택된 게베어 88을 개발했다. 이러한 이유로 게베어 88은 "위원회 소총" 또는 "코미시옹스게베어"라고도 알려져 있다.

### 탄약통

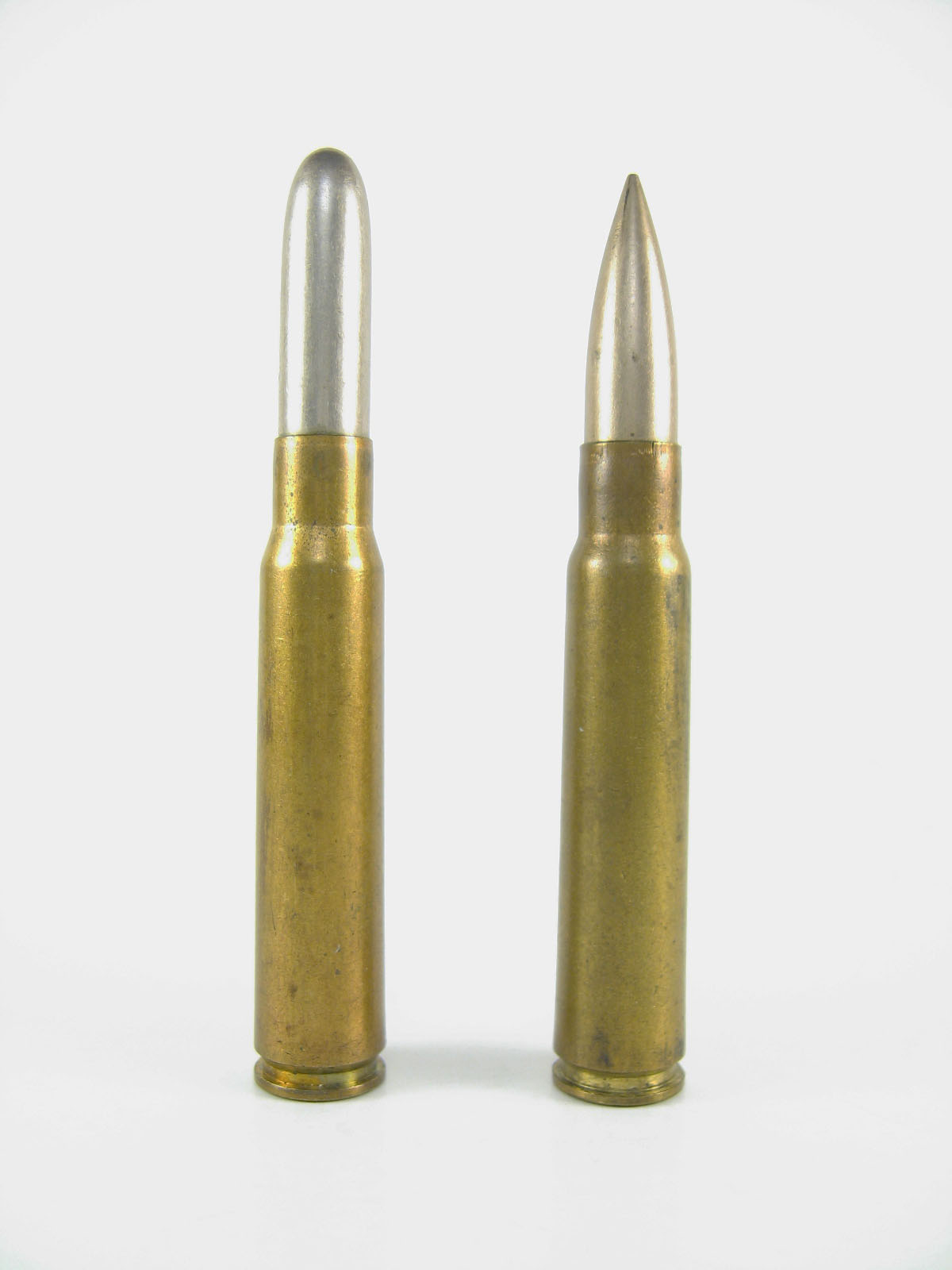
1905년형 7.92×57mm 마우저 S 파트로네와 함께 있는 1888년형 M/88 (왼쪽)

첫 단계는 새로운 탄약통을 선택하는 것이었다. 이는 스위스 설계를 채택하는 것으로 시작되었고, 그 결과 1888년의 파트로네 88 또는 M/88이 탄생했다. 이 탄약은 직경 8.08mm(.318인치)의 14.6g(226gr) 둥근 총알이 단일 기반 무연 화약으로 추진되는 8mm 무림 "넥드" 탄약통이었다. 1905년에 8mm M/88 탄약통은 새로운 직경 8.20mm(.323인치)의 9.9g(154gr) 스피처 탄환과 더 강력한 이중 기반 무연 화약으로 장전된 7.92×57mm 마우저 S 파트로네(볼 탄약통)로 대체되어 거의 40% 더 높은 포구속도와 30% 더 많은 포구 에너지를 제공했다.

### 총열 덮개와 탄창

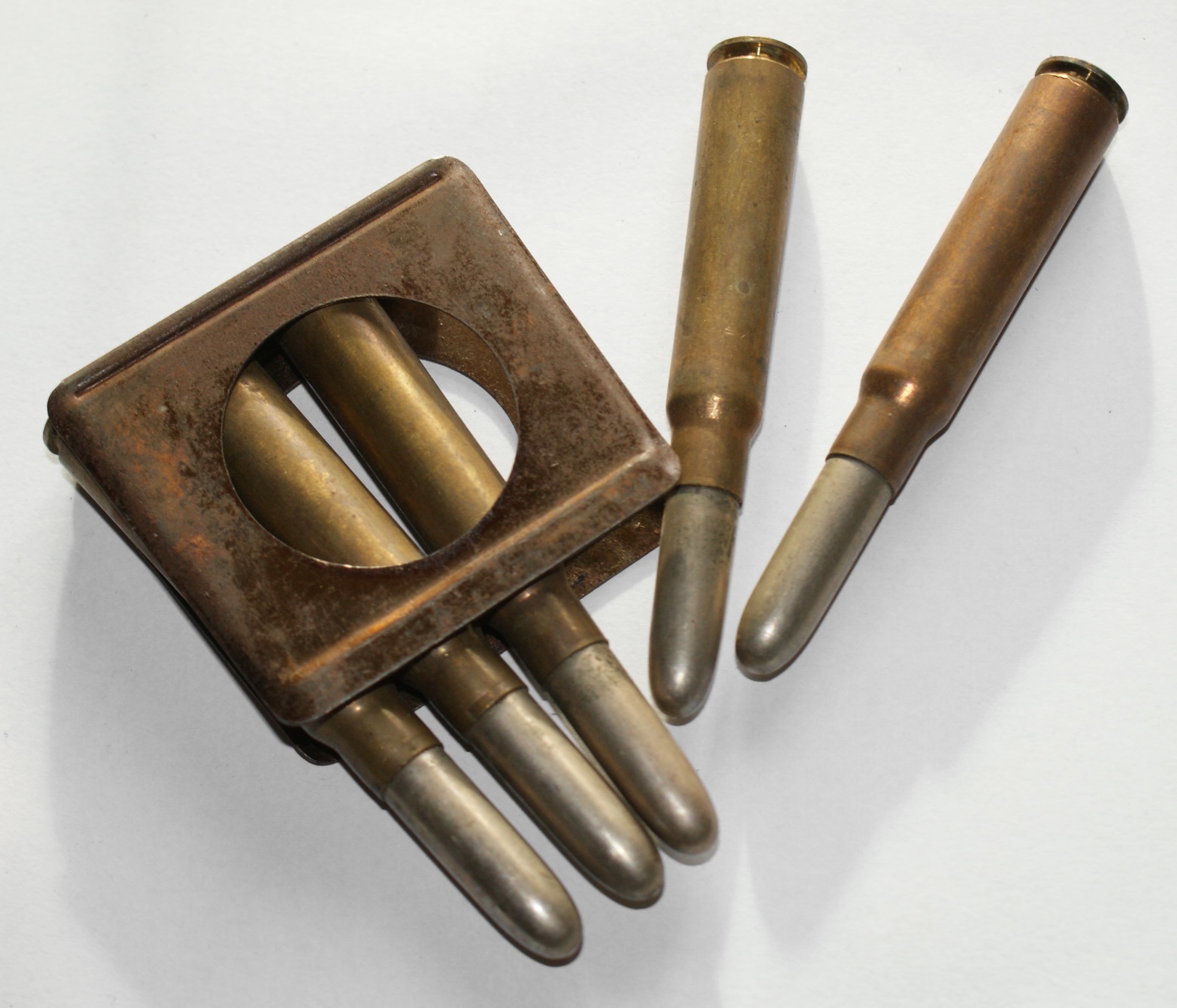
1888년형 M/88 탄약이 들어있는 5발 클립

게베어 1888은 게베어 71의 총열 덮개와 볼트 (화기)를 더욱 발전시킨 것으로, 페르디난트 만리허식 탄창과 결합되었다. "분할 교량"(볼트가 총열 덮개를 통과하여 후방 교량 앞에 고정됨)이 있는 총열 덮개, 회전 노리쇠 방식 탄두, 그리고 탄약이 강철 운반기(삽탄자)에 장전되어 탄창에 삽입되는 특징적인 만리허식 "패킷 장전" 또는 "엔 블록" 시스템을 갖추고 있으며, 여기에서 탄약은 스프링 위에 정렬된다. 탄약이 발사되면 마지막 탄이 약실에 장전될 때까지 클립은 제자리에 남아 있다가 소총 바닥의 구멍을 통해 떨어진다. 이 시스템은 거의 모든 만리허 디자인 및 파생형에서 사용되었으며, 빠른 재장전을 가능하게 하지만 먼지가 들어갈 수 있는 입구를 만들기도 한다. 슈타이어-만리허의 특허 침해 주장을 해결하기 위해 독일은 오스트리아-헝가리 회사와 계약하여 게베어 88의 제조업체 중 하나가 되었으며, 만리허와 오토 쇠나워는 마우저-슐레겔밀히 디자인에서 그 마지막이 1970년대까지 연속 생산된 볼트 액션의 전체 제품군을 파생시켰다.

### 볼트와 총열
위원회 소총의 볼트 액션 디자인은 위원회에서 수정한 마우저 액션이었다. 총포신 디자인과 강선은 프랑스 라벨 소총에서 거의 그대로 베껴왔다. 소총은 전체 '떠다니는' 총포신이 보호를 위해 판금 튜브에 둘러싸여 있어 이상한 외형을 가지고 있지만, 튜브를 제거하면 소총이 상당히 현대적으로 보인다. 이 튜브는 총포신이 개머리판에 직접 닿는 것을 방지하여 정확도를 높이려는 의도였지만, 실제로는 소총이 혹독한 환경에 노출되면 물이 갇힐 공간을 제공하여 녹이 슬 위험을 증가시켰다. 카라비너 88은 상업용 스포츠용 소총에서 볼 수 있는 것과 유사한 다른 볼트 핸들을 사용했다.

## 사용 역사
초기 모델 중 일부는 급하게 생산된 탄약으로 인해 결함이 있었다. 이는 1892년 당시 악명 높은 반유대주의 선동가이자 독일 제국 의회 의원이었던 헤르만 알바르트에 의해 반유대주의 음모론을 퍼뜨리는 데 사용되었다. 많은 게베어 88 소총은 무기 제조업체 뢰베 & 컴퍼니에서 생산되었는데, 이 회사의 회장은 유대인 기업가 이사도르 뢰베였다. 이사도르 뢰베는 또한 바펜파브릭 마우저에 대한 지배적인 지분을 가지고 있었다. 알바르트의 주장에 따르면, 뢰베는 독일군에 고의로 불충분한 소총을 공급하거나, 다른 유대인들과 함께 신뢰성 테스트를 통과한 후 비밀리에 결함 있는 소총으로 교체했을 것이다. 알바르트는 뢰베가 프랑스의 스파이라고 비난하며, 소총을 유덴플린테("유대인 머스킷")라고 비난했다. 이러한 주장이 근거 없는 것으로 밝혀지자, 알바르트는 악의적인 허위 주장으로 4개월 징역형을 선고받았다.
생산량의 일부는 중국(아래 참조) 또는 라틴 아메리카(예: 브라질 군대가 1896-1897년 카누두스 전쟁에서 사용)로 수출되었다. 위원회 소총은 의화단 운동 당시 중국을 포함한 독일의 식민지 확장에 사용되었고(게베어 88과 무단 복제된 한양 88식 소총도 반대편 중국군이 사용), 제1차 세계 대전 동안 독일군의 최전선 무기로 사용되다가 1915년 게베어 98의 공급이 증가하면서 대체되었다. 독일이 88을 게베어 98로 대체했을 때, 많은 소총이 오스트리아-헝가리와 오스만 제국에 제1차 세계 대전 동안 지급되었는데, 두 국가 모두 소총이 부족했기 때문이다(튀르키예 군대에서 1930년대와 1940년대까지 광범위하게 사용되었다). 많은 게베어 88 소총은 제1차 세계 대전 중과 이후에도 2선 부대, 예비군, 독일 동맹국 군대에서 현역으로 사용되었다.
미국에서 볼 수 있는 대부분의 게베어 88은 제1차 세계 대전에서 튀르키예군에 지급되어 원래 디자인에서 개조된 것들이다. 튀르키예인들은 적어도 1930년대까지 이러한 총과 업데이트된 버전을 발행했다. 게베어 88/05 소총은 유고슬라비아 왕국, 체코슬로바키아(예: 개조된 경비용 산탄총으로), 및 폴란드 제2공화국에서도 사용되었다. 게베어 88 소총은 제1차 세계 대전 이후의 혁명, 봉기 및 전쟁에서 광범위하게 사용되었다(러시아 내전 양측, 1918년-1919년 독일 혁명, 헝가리 혁명 및 개입 (1918–20), 대폴란드 봉기 (1918–19), 실레지아 봉기, 튀르키예 독립 전쟁, 소비에트-폴란드 전쟁, 얼스터 의용군 및 리투아니아 독립 전쟁의 리투아니아인). 1919-1920년에 약 5,500정의 게베어 및 카라비너 88이 리투아니아 육군에 전달되었다(독일에서 부여하고 프랑스 및 영국에서 판매). 준군사 조직인 소총 연합에서 사용되었으며, 나머지는 보관되었다가 제2차 세계 대전 이전에 총열을 교체했다. 전간기 독일은 게베어 88 소총을 민병대에게만 사용했다. 게베어 88 소총은 스페인 내전에서 양측 모두에 의해 사용되었다. 제2차 세계 대전 초기에 일부 게베어 88 소총은 폴란드와 유고슬라비아의 2선 부대 또는 준군사 조직(파르티잔)에 의해 여전히 사용되었다. 일부 전 얼스터 의용군 소총은 1940년 영국의 향토 방위군이 사용했다. 에티오피아 소총(일부 전 얼스터 의용군 소총도 그곳에서 발견됨)도 제2차 세계 대전 동아프리카 전역에서 전투에 사용되었다. 이 소총들은 1944-1945년 독일 국민돌격대에서도 사용되었다.

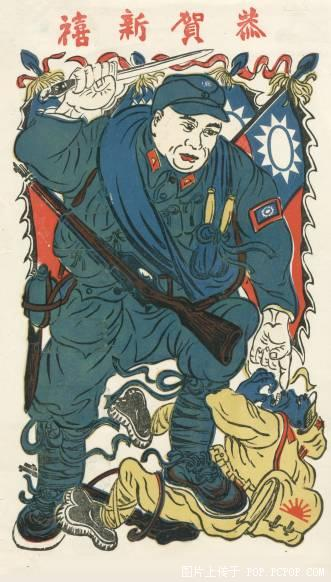
게베어 1888과 그 복제품인 한양 88은 50년 이상 중국의 주력 소총이었다.

중국 역시 청나라와 공화국 시대에 이 소총을 광범위하게 사용했다. 중국은 1894-1895년 청일 전쟁을 위해 처음으로 게베어 88 소총을 구매했고, 그 후 무단 복제본인 한양 88식 소총의 생산을 시작했다. 20세기 초, 중국은 다시 대량의 오리지널 게베어 88 소총을 구매했다. 다음 50년 동안 이 소총과 그 복제품인 한양 88식 소총은 신해혁명, 국공 내전 및 중일 전쟁에서 사용되었으며, 비록 후자가 30년 더 신형이었지만 일본 38식 보병총에 대해 충분히 효과적임을 입증했다. 중국에서 마지막으로 사용된 것은 6.25 전쟁 때였으며, 그중 일부는 압수되어 기념품으로 미국으로 가져가기도 했다.
이 소총은 화기 기술의 급속한 발전 시기에 채택되었으며, 독일이 무연 화약으로 전환하는 계기가 되었다. 이로 인해 독일의 주력 제식소총으로 사용된 기간은 10여 년에 불과했지만, 훨씬 더 오랫동안 제한적으로 사용되었다. 1898년에는 1890년대 마우저 모델의 정점인 게베어 98이라는 마우저 설계가 채택되었다. 이는 더 강한 화약 장약을 사용하여 동일한 탄약을 사용하는 우수한 대체품이었다. 그러나 이 소총은 곧 세기 전환 이후 독일이 채택한 새로운 스피처 탄환을 발사하도록 개조되어야 했다. 이러한 개조를 통해 신형 디자인은 제2차 세계 대전이 끝날 때까지 사용되었다.
게베어 88은 독일의 총기 제작자들에 의해 매우 우아한 스포츠용 소총으로 개조되기도 했다. 이러한 예는 일반적으로 최고 수준의 장인 정신과 접이식 조준기, 변경된 볼트 핸들과 같은 특별한 기능을 보여준다. 일부 카라비너 88 기총은 일반적인 M/88 또는 7.92×57mm 마우저 약실 대신 7×57mm 마우저로 생산된 것으로 알려져 있다. 이들은 7×57mm 탄약이 널리 사용되던 남아메리카 판매를 위한 것이었을 가능성이 높다. 알려진 모든 7×57mm 카라비너 88은 하이넬에서 생산되었다.

## 파생형

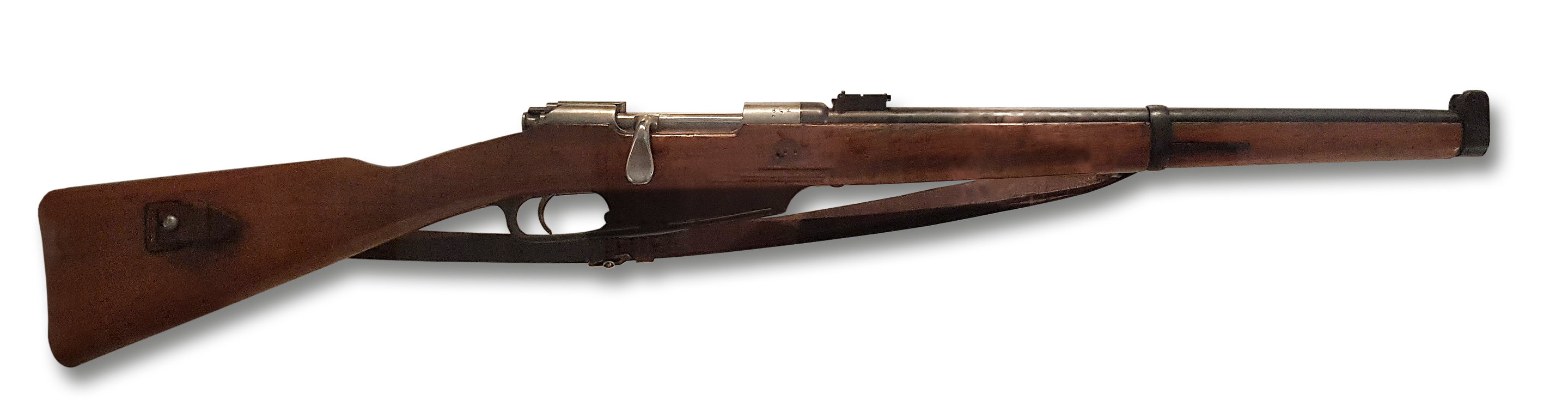
카라비너 88, 게베어 1888의 독일 볼트 액션 기총 변형

채택 당시, M/88 "파트로네 7.9mm"는 직경 8.08mm(.318인치)의 14.6g(226gr) 둥근 총알이 장전되었다. 1894/95년에 독일 육군 (독일 제국)은 정확도를 개선하기 위해 총열 사양을 7.9/8.1mm에서 7.9/8.2mm로 변경했으며, 그 날짜 이후에 제작된 게베어 88 소총은 다른 구경을 가졌다. 그러나 8.08mm(.318인치) 총알 직경은 변함이 없었다. 1895년 이후 대부분의 게베어 1888 소총은 강선이 다시 파였다.
1903년, 독일군은 직경 8.20mm(.323인치)의 더 가벼운 총알을 발사하는 새로운 제식 탄약을 채택했다. 그 이후로 많은 게베어 88 소총은 새로운 1903년형 7.92×57mm 마우저 탄약을 발사하도록 약실이 개조되어 게베어 88 S 소총이 되었다. 이 약실 개조는 7.92×57mm 마우저 약실이 새로운 1903년형 탄약통의 더 두꺼운 황동을 수용하기 위해 더 넓은 약실 목이 필요했기 때문에 더 많은 작업이 필요했다. 7.92×57mm 마우저로 개조된 소총은 총열 덮개에 큰 "S" 표식이 새겨져 있다. 1905년부터 소총은 또한 총열 덮개 후방 상단에 삽탄자 가이드를 추가하고 탄창을 변경하여 게베어 88/05 소총이 되는 게베어 98 유형 삽탄자를 사용하도록 개조되었다.
제1차 세계 대전 발발 후, 남아있는 일부 게베어 88 S 소총은 게베어 88/14 표준으로 개조되었는데, 이는 일반적으로 게베어 88/05와 유사하지만 더 거친 만듦새를 특징으로 했다. 일부 88은 다양한 국가나 무장 단체에 판매되거나 전투에서 노획되었으므로 불가리아 별, 영국 증명 마크, 튀르키예 초승달 및 상징, 폴란드 독수리 등 다양한 표시를 찾을 수 있다. 게베어 88은 일부 희귀한 경우(예: 그리스/튀르키예) 또는 총열이 교체되었을 때 점령군에 의해 재직렬화되었다. 게베어 88에서 발견되는 표시는 매우 광범위하므로 그 자체로 별도의 주제이다.

### 현대 탄약 사용
게베어 88 위원회 소총의 최대 작동 압력은 다른 8mm 마우저 소총보다 낮다. 이는 게베어 88 제작자들이 흑색 화약에 비해 무연 화약의 더 큰 에너지를 완전히 이해하지 못했기 때문이다.
게베어 88에서 현대 8mm 탄약을 사용하려는 사수는 게베어 88 소총에서 발견되는 네 가지 가능한 구경과 강선 및 약실 치수 조합이 있으므로 총열 구경과 약실을 확인해야 한다. 고성능 및 고압 또는 기관총용으로 지정된 군용 탄약은 게베어 88 위원회 소총에서 안전하게 발사할 수 없다.

### 슈츠트루펜 카라비너 1888
이 특정 예시는 1893년 에르푸르트 병기창에서 제조되었다.
제1차 세계 대전 중, Kar88은 독일령 아프리카의 슈츠트루페를 포함한 2선 부대와 식민지군에서 여전히 사용되었다. 이들 병력은 가혹한 환경 조건에 맞게 무기를 자주 개조했다.
이 특정 Kar88은 1914년 토골란드에서 영국군에 의해 노획되었다. 원래는 구부러진 볼트 핸들을 가지고 있었지만, 나중에 일자 볼트로 교체되었다.

## 결함
패킷 장전 시스템은 설계상의 단점으로 판명되었지만, 오늘날에도 여전히 이 시스템을 유지하고 있는 게베어 88을 만나는 것은 드문 일이 아니다. 그중 일부는 액션의 왼쪽에 슬롯을 밀링하고 총열 덮개 상단에 스트리퍼 클립 가이드를 추가하여 게베어 98에 사용된 삽탄자를 사용하도록 개조되었다. 이 슬롯을 통해 탄창 스프링의 압력에 대해 탄약을 제자리에 고정하는 막대가 튀어나와 있다. 소총 바닥의 구멍은 종종 작은 판금 조각으로 덮여 있다.
나중에 설계된 많은 소총과 달리, 이 소총의 볼트 헤드는 볼트 몸체에서 분리할 수 있다. 이 부품은 분해 시 제거될 수 있었고, 자주 분실되었다. 또한, 볼트 헤드에 부착된 추출기와 배출기 모두 분해 및 재조립 시 주의하지 않으면 빠지기 쉽다.

## 사용국
- 오스트리아-헝가리[16]
- 브라질[17][18]
- 불가리아 왕국[19]
- 체코슬로바키아
- 에콰도르[20]
- 에티오피아 제국: 1896년 이후 독일과 벨기에 무기상으로부터 입수[21][22]
- 프랑스: 노획된 기총이 자동차 운전자와 같은 2선 병사들에게 지급되었다[23]
- 독일 제국[24]
- 나치 독일: 국민돌격대에서 사용[25]
- 그리스 왕국[26]
- 하가나[27]
- 아일랜드 공화국 (1919년~1922년)[13][28]
- 말라야 민족 해방군: 카라비너 88 변형, 소련에서 소량만 공급[29]
- 오라녜 자유국[30]
- 오스만 제국[31]
- 페루[32]
- 폴란드 제2공화국[11][33]
- 청나라[34]
- 중화민국 : 중국국민당, 군벌 및 항일 게릴라는 게베어 1888의 복제본인 한양 88식 소총을 사용했다.[35]
- 트란스발 공화국[30]
- 리투아니아 1919년부터 1940년까지 약 5,500정의 소총과 기총
- 스페인 제2공화국: 스페인 내전 동안 폴란드 제2공화국을 통해 약 2,000정을 획득[36]
- 튀르키예: 제1차 세계 대전 동안 입수,[37] 튀르키예 독립 전쟁에서 남은 오스만 제국 재고 사용
- 유고슬라비아 왕국
- 영국: 향토 방위군에서 사용
- 얼스터 의용군[38]

## 실전
- 청일 전쟁[39]
- 레볼타 다 아르마다
- 연방주의자 혁명[40]
- 카누두스 전쟁[41]
- 제2차 보어 전쟁
- 의화단 운동
- 헤레로 전쟁
- 마지마지 봉기[42]
- 멕시코 혁명[43]
- 멕시코 국경 전쟁 (1910년~1919년)[43]
- 1910년 중국 티베트 원정[34]
- 신해혁명
- 제1차 세계 대전
- 부활절 봉기
- 군벌 시대
- 러시아 내전[44]
- 1918년-1919년 독일 혁명
- 헝가리 혁명 및 개입 (1918–20)
- 대폴란드 봉기 (1918–19)
- 소비에트-폴란드 전쟁
- 아일랜드 독립 전쟁
- 실레지아 봉기
- 튀르키예 독립 전쟁[45]
- 리투아니아 독립 전쟁
- 셰이크 사이드 반란
- 아라라트 반란
- 입헌주의 혁명
- 국공 내전
- 제2차 이탈리아-에티오피아 전쟁[46]
- 스페인 내전[47]
- 데르심 반란
- 중일 전쟁[39]
- 1938년 주데텐 독일인 봉기
- 제2차 세계 대전
- 1948년 팔레스타인 전쟁[48]
- 말라야 비상사태[29]
- 6.25 전쟁[49]
- 1958년 레바논 위기
- 레바논 내전

## 갤러리

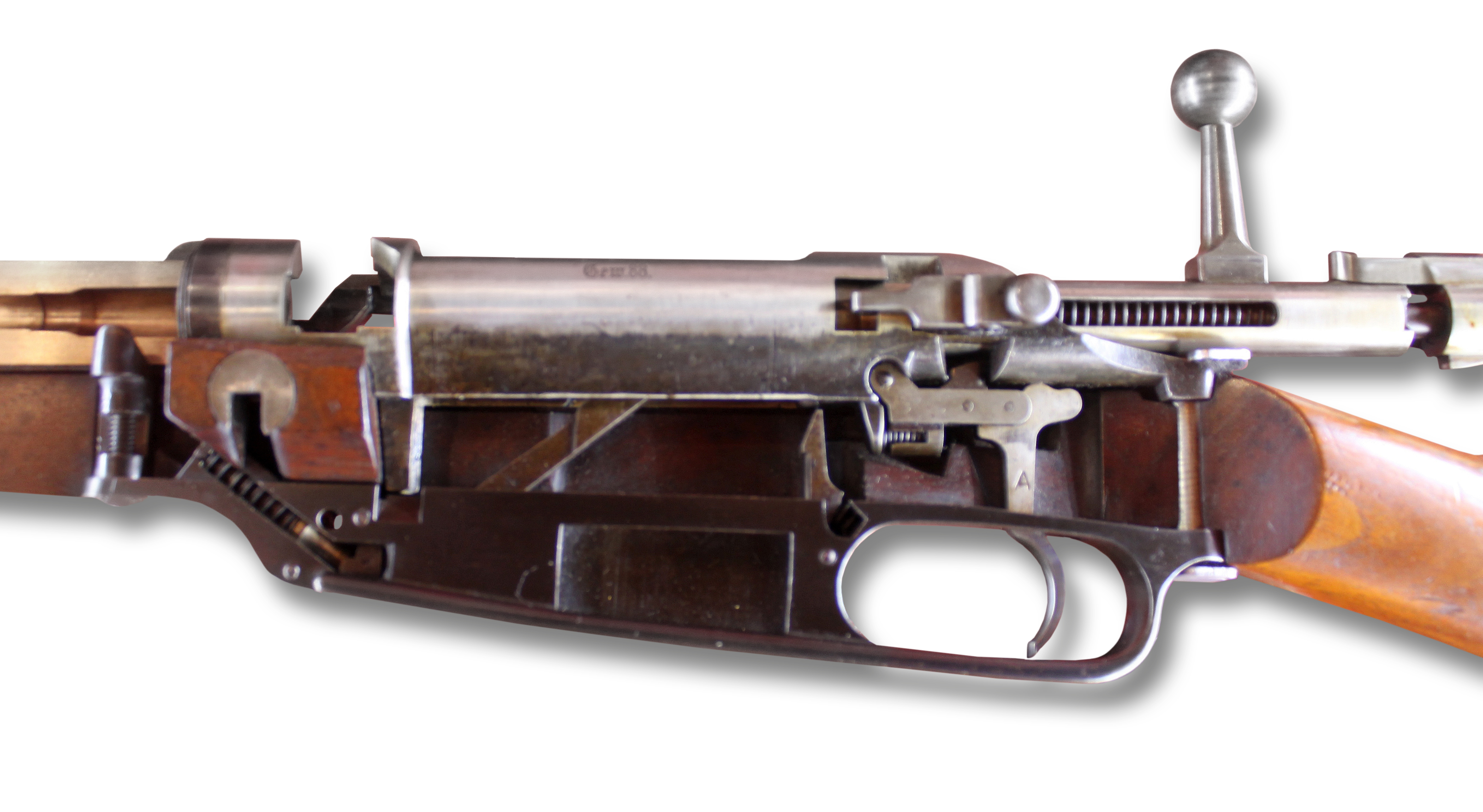
게베어 88의 절단 모델
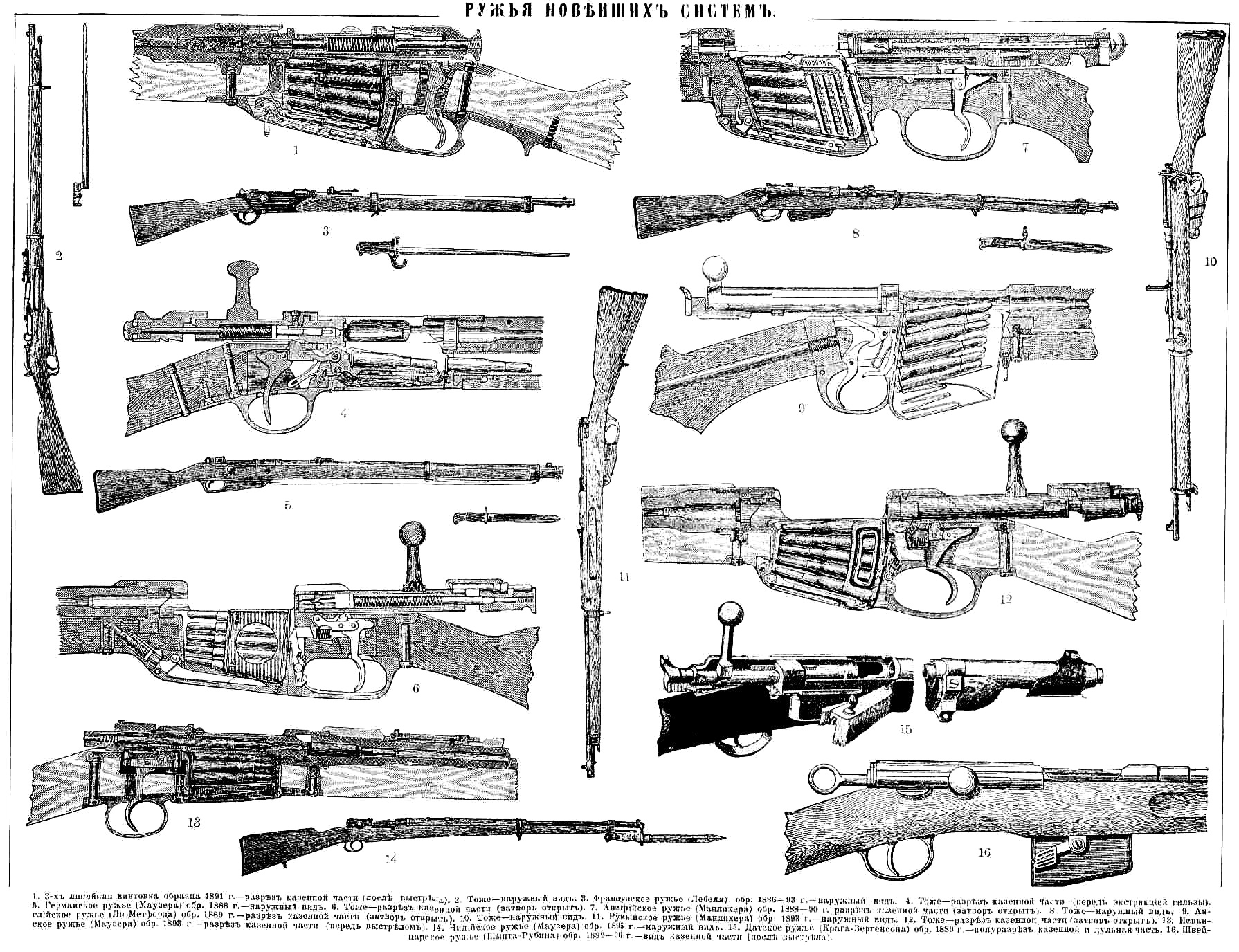
도식. 이미지 #5 및 #6
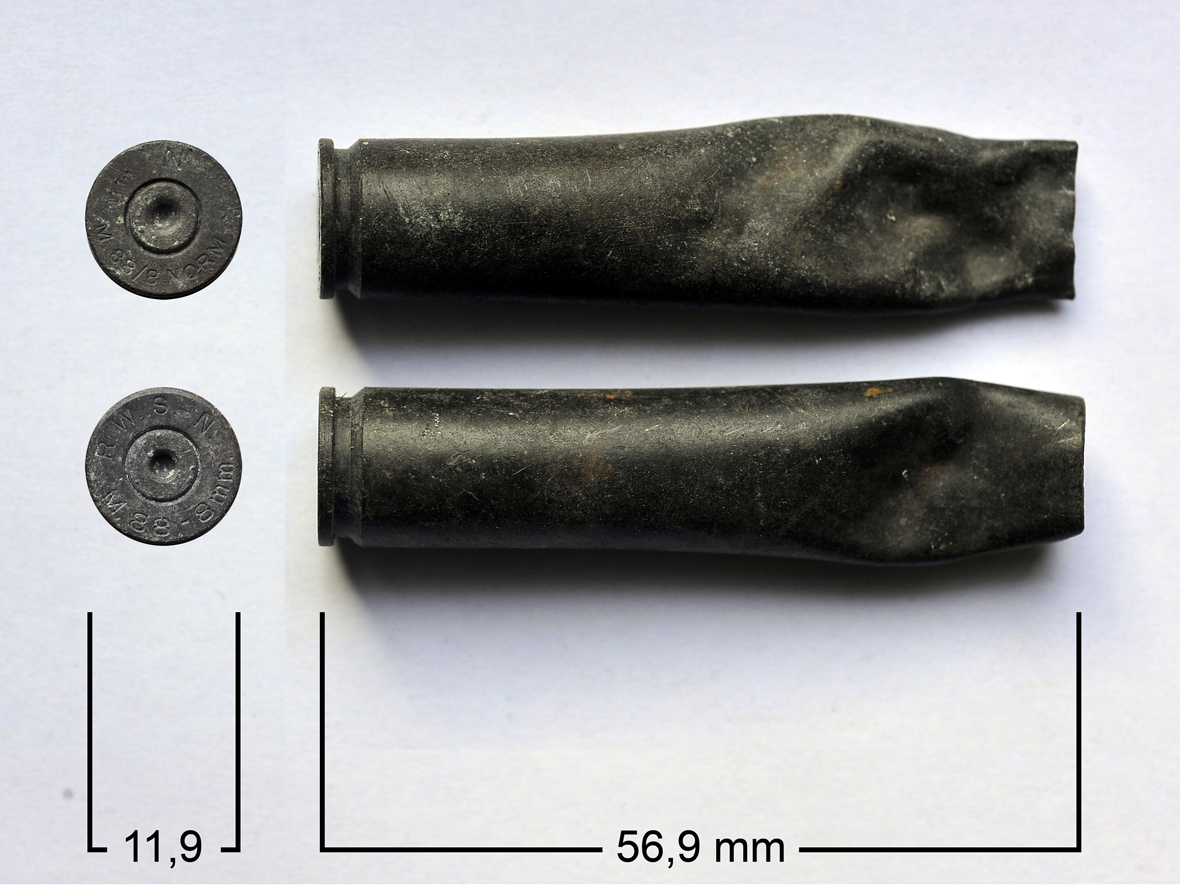
탄약통 M88

## 같이 보기
- 게베어 98
- 한양 88식 소총
- 라벨 모델 1887 소총
- 제1차 세계 대전의 보병 무기 목록